# Sven Hjertsson
Sven Hjertsson (7 marzo 1924 – 12 novembre 1999) è stato un calciatore svedese, di ruolo difensore.

## Carriera

### Club
Trascorse tutta la carriera nel Malmö, club con cui vinse 5 campionati e altrettante coppe nazionali.

### Nazionale
Con la Nazionale svedese ha preso parte ai Giochi Olimpici del 1952.

## Palmarès

### Club

#### Competizioni nazionali
- Campionato svedese: 3

Malmö FF: 1943-1944, 1948-1949, 1949-1950
- Coppa di Svezia: 3

Malmö FF: 1944, 1946, 1947